# Setra S 431 DT
Der S 431 DT ist ein Doppelstockreisebus der Marke Setra, der seit 2002 von Evobus hergestellt wird. Er ist das einzige Doppelstockmodell der Reihe TopClass 400. 2013 gab es eine Modellpflege, bei der das Fahrzeug vor allem technisch überarbeitet und ein Euro-VI-Motor eingeführt wurde. Zudem wurde ein neues Cockpit eingeführt. Bis August 2014 wurde der S 431 DT rund 1400-mal verkauft, Daimler gibt bis Juni 2015 insgesamt 2500 ausgelieferte Fahrzeuge an. Gebaut wurde das Fahrzeug im Setra-Werk in Neu-Ulm. Im Juli 2017 wurde das Nachfolgermodell S 531 DT vorgestellt.
Bedeutung gewann der S 431 DT insbesondere durch das stark wachsende Fernbusgeschäft. Ursprünglich war er mit einem V8-Dieselmotor des Typs OM 502 ausgerüstet, der 370 kW leistet und die Abgasnorm Euro V erfüllt. Der Motor ist an ein automatisiertes ZF-Zwölfganggetriebe gekoppelt. 2013 wurde der Bus technisch umfassend modernisiert.

## Technische Beschreibung (ab 2013)
Karosserie
Der S 431 DT ist ein dreiachsiger Doppeldecker mit selbsttragender Karosserie in Skelettrahmenbauweise. Verschweißte Vierkantrohre mit umlaufenden Ringspanten bilden das Grundgerüst. Die einzelnen Karosseriemodule sind aus Stahlblech und glasfaserverstärktem Kunststoff hergestellt. Das untere Deck ist niederflurig und aufgeteilt, im vorderen Teil sind Plätze für Fahrgäste, im Heck ist der Motor eingebaut, zwischen Motor und Fahrgastabteil ist ein Gepäckraum. Dieser hat ein Volumen von 8,3 m3 und ist von den Seiten aus durch mehrere Türen zugänglich. Im Fahrgastabteil sind zwei pneumatische einflüglige Außenschwenktüren mit einer Breite von je 900 mm eingebaut, der Fahrer hat eine separate mechanisch zu öffnende Tür an seinem Platz. Links neben der hinteren Tür und direkt hinter dem Fahrer sind je ein Treppenaufgang zum oberen Deck, das durchgehend vom Fahrzeugheck bis zur Front als Fahrgastraum ausgebaut ist. Es hat eine eigene Windschutzscheibe mit Scheibenwischer.
Fahrwerk
Die Vorderräder sind gelenkt und einzeln an doppelten Dreieckslenkern aufgehängt, zwei Luftfederbälge mit zwei Stoßdämpfern federn sie ab. Angetrieben wird die mittlere Achse, die eine Starrachse des Typs MB RO 440 ist. Sie hat vier Luftbälge und vier Stoßdämpfer. Wie auch bei der Vorderachse sind die Räder der Nachlaufachse einzeln aufgehängt und gelenkt, Hersteller der Nachlaufachse ist ZF. Gefedert wird auch sie mit zwei Luftbälgen, zwei Stoßdämpfer sind ebenfalls eingebaut. Vorder- und Antriebsachse haben einen Drehstabfederstabilisator. Mit einer elektronisch gesteuerten Niveauregulierung kann die Höhenlage des S 431 DT angepasst werden. Es ist eine Kugelumlauf-Lenkung (ZF-Servocom) eingebaut. Rundum hat das Fahrzeug Stahlräder der Dimension 9 × 22,5 mit einem Felgendurchmesser von 572 mm (22,5 Zoll), auf die Reifen der Größe 315/80 R 22,5 aufgezogen sind.
Bremsanlage
Alle Räder haben Scheibenbremsen, die Bremsanlage arbeitet mit Druckluft und wird elektronisch geregelt. Der Bremsanlage vorgeschaltet ist ein Sekundärwasserretarder von Voith: Anstatt eines Öls wird das Kühlwasser des Motors als Retarderflüssigkeit verwendet, dadurch kann der Retarder kleiner und leichter als ein konventioneller Retarder gebaut sein. Betätigt der Fahrer nur leicht das Bremspedal, so wird zunächst der Retarder zum Bremsen eingesetzt, erst bei stärkerem Tritt auf das Bremspedal werden die Scheibenbremsen hinzugeschaltet. Der Retarder kann auch manuell mit dem rechten Lenkstockhebel im Fahrerhaus bedient werden. Darüber hinaus hat der S 431 DT eine Motorbremse; die Handbremse ist eine Federspeicherbremse. Ein Antiblockiersystem, ein elektronisches Stabilitätsprogramm, Antriebsschlupfregelung und eine Bergabfahrtbremshilfe sind serienmäßig.
Motor und Getriebe
Angetrieben wird das Fahrzeug von einem aufgeladenen Reihensechszylinderdieselmotor des Typs OM 471 mit 12.809 cm3 Hubraum und einer Leistung von 375 kW bei 1800 min−1. Das maximale Drehmoment von 2,5 kN·m liegt bei 1100 min−1 an. Der Motor hat Commonraileinspritzung und ein Abgasnachbehandlungssystem mit SCR-Katalysator, sodass er die Abgasnorm Euro 6 erfüllt. Das Drehmoment wird auf ein automatisiertes Schaltgetriebe des Typs GO 250-8 Powershift übertragen, das für ein maximales Eingangsdrehmoment von 2,5 kN·m ausgelegt ist. Es hat acht Gänge und anders als ein Wandlergetriebe keinen hydrodynamischen Drehmomentwandler. Bedient wird es, wie auch der Retarder, mit dem rechten Lenkstockhebel.

## Ausstattung
Der Innenraum des S 431 DT ist modular aufgebaut. Er kann standardmäßig als 3- oder 4-Sterne-Variante geliefert werden, die sich insbesondere durch die Bestuhlung unterscheiden. Die 4-Sterne-Variante ist mit 78 Sitzen ausgestattet, bei der 3-Sterne-Variante sind zwischen 83 und 87 Sitzen möglich, wenn der vordere Treppenaufgang umgebaut wird, auch 93 Sitze. Die hintere Tür kann wahlweise um 250 mm verbreitet werden, sodass ein barrierefreier Einstieg möglich ist. Im unteren Deck befindet sich die Toilette, statt Sitzplätzen kann auch ein Bistro mit Küche geliefert werden. Der Dieselbehälter ist links vorne hinter der Vorderachse eingebaut und hat ein Fassungsvermögen von 510 l. Auf Wunsch kann ein Zusatzkraftstoffbehälter mit einem Fassungsvermögen von 220 l über dem rechten Hinterrad eingebaut werden, der dann aber einen Teil des Gepäckraumes belegt. Für die Abgasnachbehandlung ist Harnstofflösung notwendig, die in einem 40 l fassenden AdBlue-Behälter mitgeführt wird, Setra gibt das Volumen mit 50 l an.

## Kritik
Jürgen Görgler beschreibt den Setra S 431 DT als „vergleichsweise günstige Alternative“, wenn der hohe Anschaffungspreis von 470.000 € mit der Kapazität verglichen werde, sofern das Fahrzeug ausgelastet wird. Der Fahrerplatz wird von ihm als komfortabel und funktional beschrieben, der Motor habe eine bemerkenswerte Laufruhe.